# 中華民國國軍退除役官兵輔導委員會
國軍退除役官兵輔導委員會（簡稱退輔會、輔導會）是中華民國有關退伍軍人事務的專責機關，包括就業、就學、就醫、就養、服務照顧等五大事項。在全國各地的所屬機關有16所榮民醫院（包含4所總院及12所分院）、16所榮譽國民之家、19所榮民服務處、5個農場機構、1訓練機構。

## 歷史

### 退輔會沿革
- 1949年中華民國政府因第二次國共內戰失利，大量中華民國國軍官兵與眷屬隨中央政府渡海撤遷至臺灣。
- 1952年，為使國軍「新陳代謝，永保精壯戰力」，蔣中正政府建立國軍退伍除役制度。
- 1954年11月1日，行政院於三井物產株式會社舊廈成立「行政院國軍退除役官兵就業輔導委員會」，統籌規劃辦理國軍退除役官兵就業輔導及安置事宜。
- 1966年，由於業務不再局限於就業輔導，行政院國軍退除役官兵就業輔導委員會更名為「行政院國軍退除役官兵輔導委員會」。
- 1968年10月，奉行政院核定，行政院國軍退除役官兵輔導委員會經銷臺灣省境內家庭用天然氣。1972、1973年，行政院國軍退除役官兵輔導委員會先後與民間合作成立7家天然氣公司：欣欣天然氣、欣中天然氣、欣隆天然氣、欣湖天然氣、欣桃天然氣、欣彰天然氣、欣林天然氣。
- 1988年4月10日，臺北市忠孝東路五段222號榮光大樓完工，建築工程業主為行政院國軍退除役官兵輔導委員會榮民工程事業管理處北部地區工程處，裝修工程施工單位為鼎台營造[1]。1988年10月至12月，行政院國軍退除役官兵輔導委員會各單位陸續遷入榮光大樓。
- 2013年7月3日，總統令公布《國軍退除役官兵輔導委員會組織法》。2013年11月1日，行政院國軍退除役官兵輔導委員會升格為中央二級行政機關（部會級），並更名為「國軍退除役官兵輔導委員會」[2]。

### 相關機構
榮民醫院
1952年，中華民國國防部開始將台灣各地的國軍療養院改制為榮民醫院，以及於台灣各平地開始成立農場。1954年退輔會成立後，陸續接管各地榮民醫院。
榮譽國民之家
1953年，台灣各地方政府陸續成立榮譽國民之家，安置老弱傷殘退除役官兵。1970年代，各地榮家陸續改由退輔會接管。
1952年聯合勤務總司令部於臺東縣成立「陸軍榮譽軍人第一臨時教養院」，1955年7月1日撥交退輔會接管，1955年9月20日改為退輔會「臨時教養院」，1981年7月1日改為退輔會「馬蘭榮譽國民之家」。
農場
1955年後，平地農場陸續改由退輔會管理；1957年開始，退輔會安排身心狀況良好之志願榮民，進入山區開闢山區農場（屯田制）。
台北飲料工廠
1966年2月15日，退輔會與美國榮冠公司（Royal Crown）合作成立台北飲料工廠，地址為台北市西園路二段189號，生產碳酸飲料，代表產品為榮冠果樂（RC Cola）。

## 歷任首長[3][4]
| 任別                                        | 圖片                                        | 姓名                                        | 就職時間                                    | 卸任時間                                    | 政黨                                        | 備註                                                                                             |                                             |                                             |                                             |                                             |                                             |
| 行政院國軍退除役官兵就業輔導委員會 主任委員 | 行政院國軍退除役官兵就業輔導委員會 主任委員 | 行政院國軍退除役官兵就業輔導委員會 主任委員 | 行政院國軍退除役官兵就業輔導委員會 主任委員 | 行政院國軍退除役官兵就業輔導委員會 主任委員 | 行政院國軍退除役官兵就業輔導委員會 主任委員 | 行政院國軍退除役官兵就業輔導委員會 主任委員                                                      | 行政院國軍退除役官兵就業輔導委員會 主任委員 | 行政院國軍退除役官兵就業輔導委員會 主任委員 | 行政院國軍退除役官兵就業輔導委員會 主任委員 | 行政院國軍退除役官兵就業輔導委員會 主任委員 | 行政院國軍退除役官兵就業輔導委員會 主任委員 |
| ------------------------------------------- | ------------------------------------------- | ------------------------------------------- | ------------------------------------------- | ------------------------------------------- | ------------------------------------------- | ------------------------------------------------------------------------------------------------ | ------------------------------------------- | ------------------------------------------- | ------------------------------------------- | ------------------------------------------- | ------------------------------------------- |
| 1                                           |                                             | 嚴家淦                                      | 1954年11月1日                               | 1956年4月24日                               | 中國國民黨                                  | 文職、臺灣省政府主席兼任                                                                         |                                             |                                             |                                             |                                             |                                             |
| 2                                           |                                             | 蔣經國                                      | 1956年4月25日                               | 1964年6月30日                               | 中國國民黨                                  | 陸軍二級上將                                                                                     |                                             |                                             |                                             |                                             |                                             |
| 3                                           |                                             | 趙聚鈺                                      | 1964年7月1日                                | 1966年                                      | 中國國民黨                                  | 文職（陸軍退伍，軍階不詳）                                                                       |                                             |                                             |                                             |                                             |                                             |
| 行政院國軍退除役官兵輔導委員會 主任委員     |                                             |                                             |                                             |                                             |                                             |                                                                                                  |                                             |                                             |                                             |                                             |                                             |
| 1                                           |                                             | 趙聚鈺                                      | 1966年                                      | 1981年6月7日                                | 中國國民黨                                  | 文職（陸軍退伍，軍階不詳）；任內逝世                                                             |                                             |                                             |                                             |                                             |                                             |
| 2                                           |                                             | 鄭為元                                      | 1981年6月18日                               | 1987年4月28日                               | 中國國民黨                                  | 文職、退役陸軍二級上將                                                                           |                                             |                                             |                                             |                                             |                                             |
| 3                                           |                                             | 張國英                                      | 1987年4月29日                               | 1987年11月17日                              | 中國國民黨                                  | 陸軍二級上將                                                                                     |                                             |                                             |                                             |                                             |                                             |
| 4                                           |                                             | 許歷農                                      | 1987年11月18日                              | 1993年2月26日                               | 中國國民黨                                  | 陸軍二級上將                                                                                     |                                             |                                             |                                             |                                             |                                             |
| 5                                           |                                             | 周世斌                                      | 1993年2月27日                               | 1994年12月14日                              | 中國國民黨                                  | 陸軍中將 唯一一位退役中將擔任主委者                                                              |                                             |                                             |                                             |                                             |                                             |
| 6                                           |                                             | 楊亭雲                                      | 1994年12月15日                              | 1999年1月31日                               | 中國國民黨                                  | 陸軍二級上將                                                                                     |                                             |                                             |                                             |                                             |                                             |
| 7                                           |                                             | 李楨林                                      | 1999年2月1日                                | 2000年5月19日                               | 中國國民黨                                  | 陸軍二級上將                                                                                     |                                             |                                             |                                             |                                             |                                             |
| 8                                           |                                             | 楊德智                                      | 2000年5月20日                               | 2003年2月5日                                | 中國國民黨                                  | 陸軍二級上將                                                                                     |                                             |                                             |                                             |                                             |                                             |
| 9                                           |                                             | 鄧祖琳                                      | 2003年2月6日                                | 2004年5月19日                               | 中國國民黨                                  | 陸軍二級上將                                                                                     |                                             |                                             |                                             |                                             |                                             |
| 10                                          |                                             | 高華柱                                      | 2004年5月20日                               | 2007年1月31日                               | 中國國民黨                                  | 陸軍二級上將                                                                                     |                                             |                                             |                                             |                                             |                                             |
| 11                                          |                                             | 胡鎮埔                                      | 2007年2月1日                                | 2008年5月19日                               | 中國國民黨                                  | 陸軍二級上將                                                                                     |                                             |                                             |                                             |                                             |                                             |
| 12                                          |                                             | 高華柱                                      | 2008年5月20日                               | 2009年9月9日                                | 中國國民黨                                  | 再任                                                                                             |                                             |                                             |                                             |                                             |                                             |
| 13                                          |                                             | 曾金陵                                      | 2009年9月10日                               | 2013年7月31日                               | 中國國民黨                                  | 陸軍二級上將                                                                                     |                                             |                                             |                                             |                                             |                                             |
| 14                                          |                                             | 董翔龍                                      | 2013年8月1日                                | 2013年10月31日                              | 中國國民黨                                  | 海軍二級上將 首位海軍出身的退輔會主委                                                            |                                             |                                             |                                             |                                             |                                             |
| 國軍退除役官兵輔導委員會 主任委員           |                                             |                                             |                                             |                                             |                                             |                                                                                                  |                                             |                                             |                                             |                                             |                                             |
| 15                                          |                                             | 董翔龍                                      | 2013年11月1日                               | 2016年5月19日                               | 中國國民黨                                  | 海軍二級上將                                                                                     |                                             |                                             |                                             |                                             |                                             |
| 16                                          |                                             | 李翔宙                                      | 2016年5月20日                               | 2018年2月25日                               | 中國國民黨 → 無黨籍                         | 陸軍二級上將                                                                                     |                                             |                                             |                                             |                                             |                                             |
| 17                                          |                                             | 邱國正                                      | 2018年2月26日                               | 2019年7月25日                               | 無黨籍                                      | 陸軍二級上將                                                                                     |                                             |                                             |                                             |                                             |                                             |
| 代理                                        |                                             | 李文忠                                      | 2019年7月26日                               | 2019年8月4日                                | 民主進步黨                                  | 政務副主委代理                                                                                   |                                             |                                             |                                             |                                             |                                             |
| 18                                          |                                             | 馮世寬                                      | 2019年8月5日                                | 2024年5月19日                               | 無黨籍                                      | 空軍二級上將 · 首位空軍出身的退輔會主委 · 首位先擔任過國防部部長才轉任主委者 · 前 中國國民黨黨員 |                                             |                                             |                                             |                                             |                                             |
| 19                                          |                                             | 嚴德發                                      | 2024年5月20日                               | 現任                                        | 無黨籍                                      | 陸軍二級上將 曾任國防部部長、國家安全會議秘書長、首席諮詢委員                                    |                                             |                                             |                                             |                                             |                                             |

## 組織架構[6]
- 主任委員（1人，特任政務職文官）
  - 副主任委員（3人，其中2人職務比照簡任第十四職等，1人職務列簡任第十四職等）
    - 主任秘書（1人，簡任第十二職等）
    - 參事（9人，簡任第十二職等）
    - 處長（8人，簡任第十二職等）
    - 副處長（9人，簡任第十一職等）
    - 專門委員（10人，簡任第十職等至第十一職等）
    - 高級分析師（1人，簡任第十職等至第十一職等）
      - 科長（34人，薦任第九職等）
      - 秘書（8人，薦任第八職等至第九職等）
      - 視察（15人，薦任第八職等至第九職等）
      - 技正（17人，薦任第八職等至第九職等）
      - 專員（62人，薦任第七職等至第九職等）
      - 分析師（5人，薦任第七至第九職等）
      - 設計師（2人，薦任第六至第八職等）
      - 科員（70人，委任第五職等或薦任第六職等至第七職等）
      - 技士（16人，委任第五職等或薦任第六職等至第七職等）
        - 助理設計師（1人，委任第四職等至第五職等）
        - 助理員（25人，委任第四職等至第五職等）
        - 技佐（6人，委任第四職等至第五職等）
        - 書記（2人，委任第一職等至第三職等）

### 內部單位
| 業務單位 - 綜合規劃處 - 服務照顧處 - 就養養護處 - 就醫保健處 - 就學就業處 - 事業管理處 - 退除給付處 | 行政單位 - 行政管理處 - 統計資訊處 - 人事處 - 會計處 - 政風處 | 任務編組 - 法規會 - 安置基金管理會 - 醫療基金管理會 |

### 附屬機構
| - 榮民醫院 - 臺北榮民總醫院 - 桃園分院 - 新竹分院 - 蘇澳分院 - 員山分院 - 玉里分院 - 鳳林分院 - 臺東分院 - 臺中榮民總醫院 - 埔里分院 - 嘉義分院 - 灣橋分院 - 高雄榮民總醫院 - 臺南分院 - 屏東榮民總醫院 - 龍泉分院 | - 板橋榮譽國民之家（新北市板橋區） - 臺北榮譽國民之家（新北市三峽區） - 桃園榮譽國民之家（桃園市八德區） - 八德榮譽國民之家（桃園市八德區） - 新竹榮譽國民之家（新竹市北區） - 中彰榮譽國民之家（彰化縣彰化市） - 彰化榮譽國民之家（彰化縣田中鎮） - 雲林榮譽國民之家（雲林縣斗六市） - 白河榮譽國民之家（臺南市白河區） - 佳里榮譽國民之家（臺南市七股區） - 臺南榮譽國民之家（臺南市東區） - 高雄榮譽國民之家（高雄市楠梓區） - 岡山榮譽國民之家（高雄市燕巢區） - 屏東榮譽國民之家（屏東縣內埔鄉） - 花蓮榮譽國民之家（花蓮縣花蓮市） - 馬蘭榮譽國民之家（臺東縣臺東市） | - 臺北市榮民服務處（臺北市松山區） - 新北市榮民服務處（新北市板橋區） - 桃園市榮民服務處（桃園市中壢區） - 臺中市榮民服務處（臺中市東區/豐原區） - 臺南市榮民服務處（臺南市東區/新營區） - 高雄市榮民服務處（高雄市前金區/鳳山區） - 基隆市榮民服務處（基隆市中正區） - 宜蘭縣榮民服務處（宜蘭縣宜蘭市） - 新竹榮民服務處（新竹市東區） - 苗栗縣榮民服務處（苗栗縣苗栗市） - 彰化縣榮民服務處（彰化縣彰化市） - 南投縣榮民服務處（南投縣南投市） - 雲林縣榮民服務處（雲林縣斗六市） - 嘉義榮民服務處（嘉義市東區） - 屏東縣榮民服務處（屏東縣屏東市） - 花蓮縣榮民服務處（花蓮縣花蓮市） - 臺東縣榮民服務處（臺東縣臺東市） - 澎湖縣榮民服務處（澎湖縣馬公市） - 金門縣榮民服務處（金門縣金湖鎮） |  |

| - 武陵農場（臺中市和平區） - 福壽山農場（臺中市和平區） - 清境農場（南投縣仁愛鄉） - 彰化農場（彰化縣溪州鄉，轄有嘉義分場、屏東分場、高雄分場） - 臺東農場（臺東縣池上鄉，轄有花蓮分場、知本分場、東河休閒農莊） | - 國軍退除役官兵輔導委員會退除役官兵職業訓練中心（桃園市桃園區） |  |

## 與相關聯事業與機關
所屬機關
- 龍崎工廠
- 華夏科技大學
- 惇敘高級工商職業學校

## 旗下民營化公司
退輔會全盛時期旗下有一百多家公司，曾是台灣最大企業集團。因社會變遷與法令限制，相關事業已大不如前，退輔會已慢慢將所屬公司關閉或民營化。目前持有「欣」字頭（取「欣欣向榮(民)」之意）的十六家天然氣公司股份，其部分高階主管職位由退輔會安排有領導經驗與管理專才、且受過相關課程的退役將領擔任，且該等人員必須於就任一年內修習企業管理課程。
- 黎明文化
- 大南汽車（交叉持股95.34%）
- 榮民製藥（0%佔股）
- 榮民工程（佔股100%，已解散）
- 欣欣客運（交叉持股68.88%）
- 欣欣大眾市場（交叉持股47.26%）
- 欣欣生技食品（佔股0%）
- 欣欣天然氣（直接持股25.79%）
- 欣湖天然氣（交叉持股63.67%）
- 欣隆天然氣（交叉持股42%）
- 欣桃天然氣（交叉持股41.45%）
- 欣中天然氣（交叉持股40.05%）
- 欣彰天然氣（交叉持股34.08%）
- 欣林天然氣（交叉持股42.78%）
- 欣南天然氣（直接持股26.07%）
- 欣雲天然氣（直接持股28.8%）
- 欣雄天然氣（直接持股23.56%）
- 欣屏天然氣（直接持股31.93%）
- 大台南區天然氣（交叉持股33.8%）
- 欣泰石油氣（直接持股24.62%）
- 欣嘉石油氣（交叉持股54.87%）
- 欣高石油氣（交叉持股21.27%）
- 遠東氣體工業（直接持股10%）
- 遠榮氣體工業（直接持股39.82%）
- 欣欣水泥（泛公股73.83%）
- 泛亞工程建設（直接持股47.98%）
- 欣泉投資（泛公股50.37%）
- 歐欣環保（直接持股19.36%）

## 交通

### 自行開車
北二高下木柵交流道→〈接〉信義快速道路→〈下引道〉→松仁路〈到底右轉〉→忠孝東路五段〈約300公尺〉→會本部。
中山高下建國交流道→〈接〉建國高架橋→〈左轉〉→直行忠孝東路〈過基隆路〉→忠孝東路五段約700公尺→會本部。
臺北火車站→忠孝東路一段往南港方向，直行忠孝東路〈過基隆路〉→忠孝東路五段約700公尺→會本部。

### 公車
臺北市聯營公車212(直行車)、232、232(副)、263、270、270(區間車)、281、284、284(直行)、32、51、611、621、忠孝新幹線等公車至市立工農站下車。

### 台北捷運
臺北捷運 板南線市政府站3號出口往東、永春站2號出口往西步行約250公尺。

## 外部連結
- （繁體中文）（英文）國軍退除役官兵輔導委員會（页面存档备份，存于）
- 國軍退除役官兵輔導委員會的Facebook專頁
- 國軍退除役官兵輔導委員會在Flickr上的页面
- YouTube上的國軍退除役官兵輔導委員會頻道